# Henri Hérouin
Henri Louis Hérouin (Congis-sur-Thérouanne, 19 febbraio 1876 – Pomponne, 6 gennaio 1926) è stato un arciere francese.
Partecipò alle Olimpiadi 1900 di Parigi dove vinse la medaglia d'oro nella gara al cordone dorato da 50 metri con il punteggio di 31 punti.
Hérouin vinse un'altra medaglia aurea nella gara di "Campionato mondiale" contro il suo più duro avversario, Hubert Van Innis. Questa gara non è però considerata ufficiale dal CIO.

## Palmarès
| Anno | Manifestazione | Sede   | Evento                      | Risultato |
| ---- | -------------- | ------ | --------------------------- | --------- |
| 1900 | Olimpiadi      | Parigi | Al cordone dorato, 50 metri | Oro       |